# Esculhens e Sant Just de Belengard
Esculhens e Sant Just de Belengard (en francès Escueillens-et-Saint-Just-de-Bélengard) és un municipi francès situat al departament de l'Aude i a la regió d'Occitània.